# باتريك بارو
باتريك بارو (22 يناير 1893 في المملكة المتحدة - 7 مايو 1974)  (بالإنجليزية: Patrick Barrow)‏ هو لاعب كريكت بريطاني (وحمل سابقاً جنسية المملكة المتحدة لبريطانيا العظمى وأيرلندا).